# Vital Idol
Vital Idol es un álbum recopilatorio de sencillos remezclados de los dos primeros álbumes del cantante y músico británico de rock Billy Idol. Llegó al puesto número diez de la lista Billboard 200. Del álbum se extrajo el sencillo en directo de "Mony Mony".
El álbum, con una foto en la portada proveniente del vídeo de "Dancing with Myself" se lanzó en Europa en 1985. Después se expandió para incluir una versión de "To Be a Lover" y se reeditó en todo el mundo en 1987. En esta edición, la portada lleva una foto de una actuación en directo de "Mony Mony", usada para promocionar el álbum.

## Lista de canciones

### Edición de 1985
1. "White Wedding (Part 1&2) [Shotgun Mix]"  – 8:23
2. "Dancing with Myself [Uptown Mix]" – 6:00
3. "Flesh for Fantasy [Below the Belt Mix]"  – 7:04
4. "Catch My Fall [Remix Fix]"  – 4:56
5. "Mony Mony [Downtown Mix]"  – 5:02
6. "Love Calling [Rub a Dub Dub Mix]"  – 5:32
7. "Hot in the City [Exterminator Mix]"  – 5:10

### Reedición de 1987
1. "White Wedding (Parts 1&2) [Shotgun Mix]"  – 8:23
2. "Mony Mony [Downtown mix]"  – 5:02
3. "Hot in the City [Exterminator mix]"  – 5:10
4. "Dancing With Myself [Uptown Mix]" – 6:00
5. "Flesh for Fantasy [Below the Belt Mix]"  – 7:04
6. "To Be a Lover [Mothers of Mercy Mix]"  – 6:48
7. "Love Calling [Rub a Dub Dub Mix]"  – 5:32
8. "Catch My Fall [Remix Fix]"  – 4:56